# Сторожевской сельсовет (Липецкая область)
Сторожевской сельсове́т — сельское поселение в Усманском районе Липецкой области. 
Административный центр — село Сторожевое.

## История
В соответствии с законами Липецкой области №114-оз от 02.07.2004 и №126-оз от 23.09.2004 сельсовет наделён статусом сельского поселения, установлены границы муниципального образования.

## Население
| 2010 | 2012  | 2013  | 2014  | 2015  | 2016  | 2017  | 2018  | 2021  |
| ---- | ----- | ----- | ----- | ----- | ----- | ----- | ----- | ----- |
| 2361 | ↘2298 | ↗2321 | ↗2388 | ↘2360 | ↘2349 | ↘2327 | ↘2324 | ↗2497 |

## Состав сельского поселения
| № | Населённый пункт | Тип населённого пункта       | Население |
| - | ---------------- | ---------------------------- | --------- |
| 1 | Красное          | село                         | →390      |
| 2 | Сторожевое       | село, административный центр | →1247     |
| 3 | Терновка         | деревня                      | →305      |
| 4 | Ударник          | поселок совхоза              | →419      |